# EVENING JAPAN
『EVENING JAPAN』（イブニングジャパン）は、ジャパンエフエムネットワーク (JFNC) の情報番組。

## 概要
夕方の情報番組として放送していた。この番組の終了後、JFNCの夕方の番組は『News Delivery -Evening Edition-』が開始する2010年4月まで途絶えていた。
平日17時 - 19時は1日のうちで最も聴取率が高い時間帯のため自主制作を行っている放送局が多く、本番組のネット局は限られていた。

## パーソナリティ
- 荒川れん子
- 中田美香

## ネット局
- エフエム秋田
17時 - 17時55分でフルネット。一部時間帯を秋田ローカルに差し替え[1]。
- 富山エフエム放送
17時 - 17時15分で部分ネット[2]。
- 福井エフエム放送
- エフエム山口
通常は自社制作番組として「SUNSET-STUDIO FMY EVENING TERMINAL」を放送していたため、年末年始の休止期間中のみの放送。
- エフエム宮崎
「EVENING RADIO JJ」開始のため中途打ち切り。